# Otec Brown
Otec Brown je fiktivní postava katolického kněze a amatérského detektiva, kterou vytvořil anglický katolický novinář a spisovatel Gilbert Keith Chesterton. Otec Brown vystupuje v 53 krátkých příbězích, které vyšly v letech 1910–1936. V mnoha příbězích mu sekunduje detektiv Flambeau.
Detektivky s otcem Brownem jsou velmi populární, byly přeloženy do desítek jazyků (včetně češtiny), dočkaly se i několika zfilmování a seriálů a inspirovaly řadu dalších autorů. V roce 2013 měl premiéru britský televizní seriál Otec Brown.

## Soubory povídek
1. Nevinnost otce Browna[1] (The Innocence of Father Brown, 1911)
  1. Modrý kříž (The Blue Cross, 1910)
  2. Tajemná zahrada (The Secret Garden, 1910)
  3. Podivné kroky (The Queer Feet, 1910)
  4. Bludné hvězdy (The Flying Stars, 1911)
  5. Neviditelný muž (The Invisible Man, 1911)
  6. Čest Israela Gowa (The Honour of Israel Gow, 1911)
  7. Nesprávný tvar (The Wrong Shape, 1910)
  8. Hříchy knížete Saradina (The Sins of Prince Saradine, 1911)
  9. Kladivo Boží (The Hammer of God, vyšlo pod titulem The Bolt from the Blue, 1910)
  10. Apollonovo oko (The Eye of Apollo, 1911)
  11. U Zlomené šavle (The Sign of the Broken Sword, 1911)
  12. Tři nástroje smrti (The Three Tools of Death, 1911)
2. Moudrost otce Browna[2] (The Wisdom of Father Brown, 1914)
  1. Nepřítomnost pana Smithe (The Absence of Mr Glass, 1912)
  2. Ráj zlodějů (The Paradise of Thieves, 1913)
  3. Duel doktora Hirsche (The Duel of Dr Hirsch)
  4. Člověk v průchodu (The Man in the Passage, 1913)
  5. Chyba přístroje (The Mistake of the Machine)
  6. Caesarova hlava (The Head of Caesar, 1913)
  7. Purpurová parika (The Purple Wig, 1913)
  8. Záhuba Pendragonů (The Perishing of the Pendragons, 1914)
  9. Bůh gongů (The God of the Gongs)
  10. Salát plukovníka Craye (The Salad of Colonel Cray)
  11. Podivný zločin Johna Boulnoise (The Strange Crime of John Boulnois, 1913)
  12. Pohádka otce Browna (The Fairy Tale of Father Brown)
3. Pochybnosti otce Browna[3] (The Incredulity of Father Brown, 1926)
  1. Zmrtvýchvstání otce Browna (The Resurrection of Father Brown)
  2. Šíp z nebe (The Arrow of Heaven, 1925)
  3. Psí věštba (The Oracle of the Dog, 1923)
  4. Zázrak Půlměsíce (The Miracle of Moon Crescent, 1924)
  5. Kletba zlatého kříže (The Curse of the Golden Cross, 1925)
  6. Okřídlená dýka (The Dagger with Wings, 1924)
  7. Osud rodiny Darnawayů (The Doom of the Darnaways, 1925)
  8. Duch Gideona Wise (The Ghost of Gideon Wise, 1926)
4. Tajemství otce Browna[4] (The Secret of Father Brown, 1927) (česky dosud nevyšlo v souborném vydání)
  1. Tajemství otce Browna (The Secret of Father Brown)
  2. Zrcadlo úředníkovo (The Mirror of the Magistrate, 1925, pod názvem The Mirror of Death)
  3. Muž s dvojími vousy (The Man with Two Beards)
  4. Zpěv létajících ryb[5] (The Song of the Flying Fish)
  5. Herečka a alibi[6] (The Actor and the Alibi)
  6. Vaudreyovo zmizení [7] (The Vanishing of Vaudrey, 1925)
  7. Nejhorší zločin na světě[8] (The Worst Crime in the World)
  8. Rudý Mesíc z Meru[9] (The Red Moon of Meru)
  9. Smutek markýze z Marne [10] (The Chief Mourner of Marne, 1925)
  10. Flambeauovo tajemství (The Secret of Flambeau)
5. Skandál otce Browna (The Scandal of Father Brown, 1935) (česky dosud nevyšlo v souborném vydání)
  1. Skandál otce Browna[11] (The Scandal of Father Brown, 1933)
  2. Spěšnina[12] (The Quick One, 1933)
  3. Zhoubná kniha[13] (The Blast of the Book/The Five Fugitives, 1933)
  4. Vodník[14] (The Green Man, 1930)
  5. The Pursuit of Mr Blue (česky nevyšlo)
  6. The Crime of the Communist, 1934 (česky nevyšlo)
  7. Špička špendlíku[15] (The Point of a Pin, 1932)
  8. Neřešitelný problém[16] (The Insoluble Problem, 1935)
  9. The Vampire of the Village (zahrnuto do novějších edicí) (česky nevyšlo)
6. Nezařazené (Uncollected Stories, 1914, 1936) (česky nevyšlo)
  1. The Donnington Affair, 1914; napsáno s Maxem Pembertonem (česky nevyšlo)
  2. The Mask of Midas, 1936 (česky nevyšlo)